# Bunicul siberian
Bunicul siberian (în georgiană ციმბირელი პაპა, transliterat: Tsimbireli papa, în rusă Сибирский дед, transliterat: Sibirskii ded) este un film istoric și biografic sovietic din 1974, regizat de Gheorghi Kalatozișvili. El evocă unele momente semnificative din viața și faptele de arme ale liderului revoluționar georgian Nestor Kalandarișvili (1876–1922), poreclit „Bunicul siberian”, comandantul detașamentelor Armatei Roșii din Siberia în timpul Războiului Civil Rus, urmărind evoluția politică a eroului principal din conducător al rebelilor anarhiști în luptător pentru victoria Revoluției Sovietice. Rolul revoluționarului Kalandarișvili a fost interpretat de actorul georgian David (Dodo) Abașidze.
Criticii sovietici au evidențiat reconstituirea realistă și poetică a evenimentelor istorice și conturarea unei figuri impunătoare a eroului revoluționar Nestor Kalandarișvili, au elogiat interpretarea expresivă și plină de forță a lui David Abașidze, dar au susținut că, din cauza intrigii prea „ascuțite și dinamice”, celelalte personaje nu au putut fi dezvoltate suficient de profund.

## Rezumat
Revoluționarul socialist de origine georgiană Nestor Kalandarișvili este eliberat în anul 1917, în urma victoriei Revoluției din Februarie, din exilul forțat în Siberia, unde fusese trimis în 1907 de guvernul țarist ca pedeapsă pentru participarea la o răscoală țărănească. El încearcă să se întoarcă în Georgia, dar, din cauza situației tulburi, nu reușește să părăsească orașul Irkutsk și devine anarhist comunist. Înfrângerile suferite pe front în Primul Război Mondial și apoi declanșarea Revoluției au dus la apariția unei stări de haos pe întreg teritoriul Rusiei, ce a favorizat instaurarea anarhiei: actele de violență s-au întețit, iar însuși Kalandarișvili este atacat în plină stradă pentru a fi jefuit de șubă, dar se apără cu fermitate și reușește să-i învingă pe urmăritori, lâsându-i dezbrăcați în frig.
Caracterul dârz al lui Kalandarișvili atrage mai mulți oameni cu convingeri apropiate, care se organizează într-un grup anarhist și se implică în luptele pentru instaurarea ordinii în oraș. În vara anului 1918, în plin război civil, un grup de ofițeri ai Armatei Albe declanșează o revoltă antisovietică la Irkutsk. În cursul acestei revolte, Nestor Kalandarișvili reușește să adune și să organizeze un mic detașament de partizani, care vine în ajutorul comitetului revoluționar și îi învinge pe rebeli. Revoluționarul georgian reușește să-i disciplineze pe partizani și să le transmită valori morale înalte precum onoarea și simțul datoriei. Ulterior, în ianuarie 1920, el participă la instaurarea puterii sovietice în Irkutsk.
După ce trupele Armatei Roșii părăsesc orașul, Kalandarișvili (poreclit cu respect „Bunicul siberian”) preia comanda unui detașament de partizani bolșevici, iar mai târziu este numit comandant al trupelor revoluționare din Iacutia și Teritoriul de Nord. În ianuarie 1922 „Bunicul siberian” pleacă cu un detașament de 300 de partizani într-o expediție militară pentru lichidarea detașamentelor de rebeli iacuți, dar este prins în luna martie într-o ambuscadă și ucis la 33 km de Iakutsk.

## Distribuție
- David Abașidze — liderul revoluționar georgian Nestor Kalandarișvili,[2][12] comandantul unui detașament de partizani din estul Siberiei[6]
- Piotr Kolbasin — liderul revoluționar rus Pavel Postîșev,[2][12] care a jucat un rol major în trecerea orașului Irkutsk sub controlul bolșevicilor
- Guram Pirțhalava — revoluționarul Mihail Pavlovici Asatiani[2][12]
- Uldis Pūcītis — ofițerul revoluționar Mișa Strod,[2][12] comandantul unui escadron de cavalerie al Armatei Roșii
- Baadur Țuladze — revoluționarul Nikifor[2][12]
- Șota Gabelaia — revoluționarul Estate,[2][12] tânărul anarhist disciplinat de Kalandarișvili[6]
- Janna Prohorenko — sora medicală Nastea Safronova[2][12]
- Iuri Nazarov — lt. Anton Tihomirov[2][12]
- Lev Durov — ofițerul Konstantin Ivanovici Filin[2][12]
- Anatoli Adoskin — colonelul Aleksei Arkadievici Rogov, șeful direcției de contraspionaj[2][12]
- Otar Kipiani — Kirai[2][12]
- Amiran Kadeișvili — revoluționarul Kura-Muhamed[2][12]
- Gherman Iușko — revoluționarul Ciubak[2][12]
- Nana Pirveli — Hristina,[2][12] soția lui Kalandarișvili[6]
- Anatoli Ivanov — ofițerul Serghei Durasov[2][12]
- Valeri Gataev — partizan[2][12]
- Dmitri Orlovski — general al Armattei Albe[2][12]
- Veaceslav Gostinski — ofițerul contrarevoluționar Iakovlev[2][12]
- Aleksandr Vokaci — ofițerul Boiat[2][12]
- Ghia Badridze — militar al Armatei Albe[2][12]
- Ira Smirnova[2][12]
- Vadim Zaharcenko[2][12]
- Iuri Odinokov[2][12]
- Leonid Ciubarov — medicul Stepan[2][12]
- Aleksei Vanin — hangiul[2][12]
- Boris Batașev (menționat B. Batașov)[2][12]
- Serghei Vaneașkin — partizanul Gheorghi Tretiakov (menționat V. Vaneașkin)[2][12]
- Ivan Vlasov — muncitor din subteran[2][12]
- Anatoli Obuhov — partizan[2][12]
- Anatoli Losev[2][12]
- Vitali Sinițki[2][12]
- Vladimir Mitiukov[2][12]
- Leonid Elinson (menționat L. Elenson)[2][12]
- Robert Kazakov[2][12]
- Aleksandr Sokolov[2][12]
- Iuri Legkov — anarhist[2][12]
- V. Sinelnikov[2][12]
- V. Zarîtovski[2][12]
- V. Butîrski[2][12]
- F. Gladîșev[2][12]
- V. Domnicenko[2][12]
- Stanislav Plotnikov (nemenționat)[12]

## Producție
Bunicul siberian a fost produs de studioul sovietic Gruzia-Film (Грузия-фильм) și a fost regizat de cineastul de origine georgiană Gheorghi Kalatozișvili (1929–1984), cunoscut anterior pentru filmele polițiste Moartea filatelistului (Смерть филателиста, 1969) și O anchetă dificilă (Я, следователь, 1971, după scenariul fraților scriitori Arkadi și Gheorghi Weiner). Scenariul filmului a fost scris de georgianul Suliko Jghenti (1920–2000) și reconstituie ultima parte a vieții eroului revoluționar georgian Nestor Kalandarișvili (1876–1922), care a căzut în luptele purtate în Siberia pentru apărarea noului stat sovietic. Filmul omagiază memoria personajului istoric, care își dedicase ultimii ani din viață cauzei revoluționare. În cursul celor peste 50 de ani scurși de la moartea eroică a lui Kalandarișvili, figura personajului istoric și acțiunile militare îndrăznețe pe care le-a condus dobândiseră o aură de legendă, amplificată de amintirile partizanilor care îl cunoscuseră și îl urmaseră.
Rolul liderului revoluționar georgian Nestor Kalandarișvili („Bunicul siberian”) a fost interpretat de actorul georgian David (Dodo) Abașidze, iar printre interpreții rolurilor secundare s-au numărat actorul georgian Baadur Țuladze (revoluționarul Nikifor), actrița rusă Janna Prohorenko (sora medicală Nastea Safronova), cunoscută publicului sovietic din poemul cinematografic Balada soldatului (1959) și din filmele O fi asta dragoste? (1962), O poveste neinventată (1964), Dragostea lui Serafim Frolov (1969), O șansă dintr-o mie (1969), Antracit (1972) și Nicovala sau ciocanul (1972), și actorul rus Iuri Nazarov (lt. Anton Tihomirov), cunoscut din filmele A treia repriză (1962), Unde ești acum, Maxim? (1964), Andrei Rubliov (1966), Ultima vacanță (1969), Antracit (1972) și Țara lui Sannikov (1973).
Filmările au avut loc în anul 1973 și au fost executate pe peliculă color de operatorul L. Maceaidze, sub conducerea directorului de imagine Davit Shirtladze. Producția filmului a fost coordonată de directorul Sergo Siharulidze și de redactorul Aleksandre Maharadze. Regizorul Gheorghi Kalatozișvili a lucrat cu o echipă formată din Amiran Burnadze și Ghizo Gabeskiria (regizori) și Marika Baratașvili și M. Țhvediani (asistenți de regie). Realizatorii filmului au colaborat cu generalul-locotenent de artilerie Ivan Vasilievici Vladimirov (1898–1977) pe post de consultant militar principal. Decorurile au fost proiectate de Mihail Mednikov și costumele au fost create de designera N. Abakarova. Sunetul a fost înregistrat de inginerul Vilhelm Gogiceaișvili, iar muzica a fost compusă de compozitorul georgian Ghia (Gheorghi) Kanceli și a fost interpretată de Orchestra Simfonică de Stat a RSS Gruzine, sub bagheta dirijorului Djansug Kahidze. Montajul filmului a fost realizat de Lusia Vartikean. Lungimea peliculei este de 2.475 de metri.
Cineastul Gheorghi Kalatozișvili a regizat ulterior un alt film despre Războiul Civil Rus, intitulat Un glonte rătăcit (Шальная пуля, 1980), în care i-a distribuit din nou pe actorii Janna Prohorenko și Iuri Nazarov, care apăruseră anterior în Bunicul siberian. Filmul Un glonte rătăcit prezintă figura unui alt erou revoluționar georgian, Vasili Kikvidze (1895–1919), comandant al unei divizii a Armatei Roșii, care a luptat împotriva Armatei Albe pe Frontul de Sud și a fost rănit mortal de un glonte rătăcit înaintea începerii unui atac pentru ocuparea unui sat.

## Recepție

### Lansare
Bunicul siberian a fost lansat pe 1 februarie 1974 la Tbilisi și pe 3 iunie 1974 la Moscova. A avut parte de succes comercial, fiind vizionat de 13,9 milioane de spectatori în cinematografele din Uniunea Sovietică. El a fost distribuit apoi și în alte țări precum Polonia (1974), Republica Socialistă România (7 noiembrie 1974) și Republica Democrată Germană (premieră TV pe 5 decembrie 1974 la DFF 2 și lansare în cinematografe în 21 ianuarie 1975).
Premiera filmului în România a avut loc ziua de 7 noiembrie 1974 la cinematograful „Patria” din București, în gala de deschidere a Festivalului filmului sovietic, care era organizat anual în cadrul Zilelor culturii sovietice, în prezența lui Dumitru Ghișe (vicepreședinte al Consiliului Culturii și Educației Socialiste), Octav Livezeanu (membru in Biroul Consiliului General al ARLUS), Vasili Drozdenko (ambasadorul Uniunii Sovietice la București), N. I. Mohov (adjunct al ministrului culturii, șeful delegației culturale sovietice aflate în vizită în RSR) și Akaki Dzidziguri (prim-vicepreședinte al Comitetului de Stat pentru Cinematografie din RSS Gruzină), a unor reprezentanți ai unor instituții românești și ai corpului diplomatic. Regizorul Gheorghi Kalatozișvili a făcut parte din delegația sovietică venită cu acel prilej în România și a asistat la spectacolele de gală cu acest film de la Craiova și Reșița. Filmul, care a fost prezentat în presa epocii drept o „peliculă ce redă momente semnificative din viața și lupta unui revoluționar gruzin în anii războiului civil” sau ca o „patetică evocare a unor momente din viața și lupta revoluționarului gruzin Nestor Kalandarșvili”, a rulat în perioada următoare în unele cinematografe bucureștene precum Luceafărul (noiembrie–decembrie 1974), Floreasca (decembrie 1974), Moșilor (decembrie 1974), Lumina (decembrie 1974), Giulești și Progresul (decembrie 1974), Ferentari (decembrie 1974 – ianuarie 1975), Bucegi (ianuarie 1975), Înfrățirea între popoare (ianuarie 1975), Crîngași (ianuarie 1975) și Rahova (ianuarie–februarie 1975), dar și în unele cinematografe din alte orașe (de exemplu, la Craiova, Drobeta Turnu-Severin, Reșița, Iași, Târgu Mureș, Pașcani, Suceava, Satu Mare, Rădăuți, Câmpulung Moldovenesc, Fălticeni, Sfântu Gheorghe, Miercurea Ciuc, Sibiu, Carei, Odorheiu Secuiesc, Sighișoara, Reghin și Covasna), inclusiv până în august 1983.

### Răspuns critic

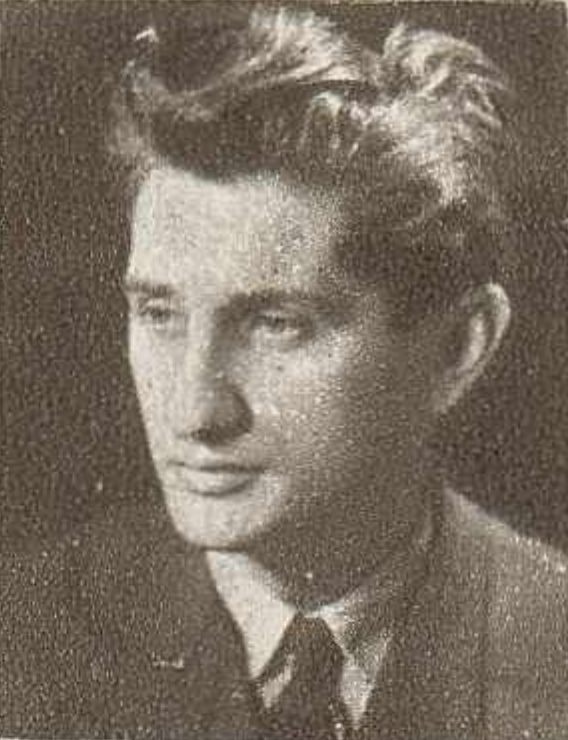
Scriitorul și cineastul român Francisc Munteanu, unul din criticii entuziaști ai acestui film

Într-o cronică amplă publicată în revista Sovetski ekran (nr. 17/1974), criticul de film Iuri Cerepanov a scris că Bunicul siberian este „o istorie în care documentul și legenda, biografia și povestea, autenticitatea realistă și exaltarea romantică a adevărului vor merge mână în mână”. Potrivit criticului, scenaristul a intenționat să dezvăluie contextul istoric al evenimentelor prezentate, precum și lirismul vieții de zi cu zi, dar, cu toate acestea, intriga filmului este prea „ascuțită și dinamică”, făcând ca unii actori să nu-și poată dezvolta suficient de profund personajele interpretate. Accentul cade preponderent pe figura impunătoare a lui Nestor Kalandarișvili, care capătă treptat o autoritate morală tot mai mare în rândul revoluționarilor, în timp ce alte personalități istorice precum Postîșev, care a avut un rol decisiv în evoluția politică a protagonistului de la rebeliunea anarhistă la conștiința revoluționară și în aderarea lui la Partidul Bolșevic, nu-și găsesc astfel suflul necesar. Câțiva ani mai târziu, criticul de film georgian Kora Țereteli a elogiat interpretarea liderului revoluționar Nestor Kalandarișvili de către David Abașidze, considerând acest rol „una dintre cele mai semnificative creații artistice” ale actorului compatriot. Au existat însă și unele opinii mai reținute. Astfel, istoricul rus Iuri Kondakov a susținut că imaginile ofițerilor albi din film sunt lipsite de expresivitate, ceea ce afectează în mod negativ întregul film.
Cronicarii români au remarcat, de asemenea, calitățile artistice ale filmului sovietic: astfel, jurnalista Simona Darie consemna în revista Cinema că Bunicul siberian reconstituie într-un mod „patetic și grav” un „fragment din biografia acelui demn ostaș al proletariatului”, scriitorul și cineastul Francisc Munteanu sublinia într-un articol publicat în ziarul Scînteia că regizorul Kalatozișvili prezintă „cu o subtilă și poetică îndemînare” destinul eroic al revoluționarului georgian, în timp ce jurnalista Ioana Creangă preciza în revista România literară că evenimentele istorice, acțiunea încordată și atmosfera revoluționară sovietică sunt „recompuse abil” într-un film „patetic și simplu” și elogia virtuțile interpretative („sensibilitate și forță expresivă”) ale lui David Abașidze, pe care l-a comparat cu unii actori sovietici prestigioși ai timpului ca Innokenti Smoktunovski, Natalia Bondarciuk, Evgheni Lebedev, Ekaterina Markova sau Liudmila Gurcenko. Criticul Alice Mănoiu susținea într-o recenzie publicată în România liberă că, în interpretarea lui Abașidze, eroul caucazian „emană forță morală și generozitate capabilă să-i umilească pe adversari, dar și tandrețea exigentă cu care-și ambiționează prietenii” și se dovedește atât „temerar și înțelept” în calitate de comandant, cât și uman și cald în relația cu soția sa, Hristina, remarca solemnitatea și lirismul finalului dramatic în care sângele eroilor înroșește câmpiile înzăpezite și concluziona că „filmul păstrează imaginea de legendă a acestui erou romantic înnobilat cînd cu o nostalgie a locurilor natale cînd cu umor”.
Enciclopedia cinematografică germană Lexikon des internationalen Films descrie astfel acest film: „Film autobiografic despre legendarul comandant al Armatei Roșii, Nestor Kalandarișvili. În 1907 a părăsit patria sa georgiană pentru a sprijini răscoalele țărănești din Siberia. În anul 1922 Kalandarișvili vrea să-și revadă patria când primește o nouă misiune de luptă – trebuie să înăbușe o rebeliune în Iacutia.”.